# Gyöngyös ürge
A gyöngyös ürge (Spermophilus suslicus) az emlősök (Mammalia) osztályának rágcsálók (Rodentia) rendjébe, ezen belül a mókusfélék (Sciuridae) családjába és a földimókusformák (Xerinae) alcsaládjába tartozó faj.

## Előfordulása, élőhelye
Európában főleg a keleti sztyeppéken található meg Moldova, Ukrajna, Lengyelország, Fehéroroszország és Oroszország területén. A gyöngyös ürge elterjedési területe messze benyúlik Ázsiába (Szibéria nyugati és középső részei).
Elsősorban füves sztyeppék lakója, de előfordulhat réteken és szántóföldeken is.
Szláv nyelvterületen ezt a fajt suslik néven ismerik.

## Alfajai
- Spermophilus suslicus suslicus Güldenstaedt, 1770
- Spermophilus suslicus boristhenicus Pusanov, 1958
- Spermophilus suslicus guttatus Pallas, 1770

## Megjelenése
Az állat a közönséges ürgéhez (Spermophilus citellus) testfelépítésben és nagyságban nagyon közel áll; a hátán lévő, jól látható fehér „gyöngyözés” és rövidebb, kevésbé szőrözött farka különbözteti meg tőle. Testhossza 20 centiméter, farokhossza csak 4 centiméter. Testtömege 200-350 gramm.
Háta sötétbarna jól látható fehér pöttyökkel. Hasa sárgásszürke. Mellén és nyakán is látható gyöngyözöttség, de ezek a pettyek jóval halványabbak, mint a háton levők.

## Képek

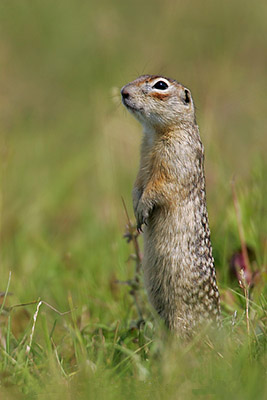
Az állat
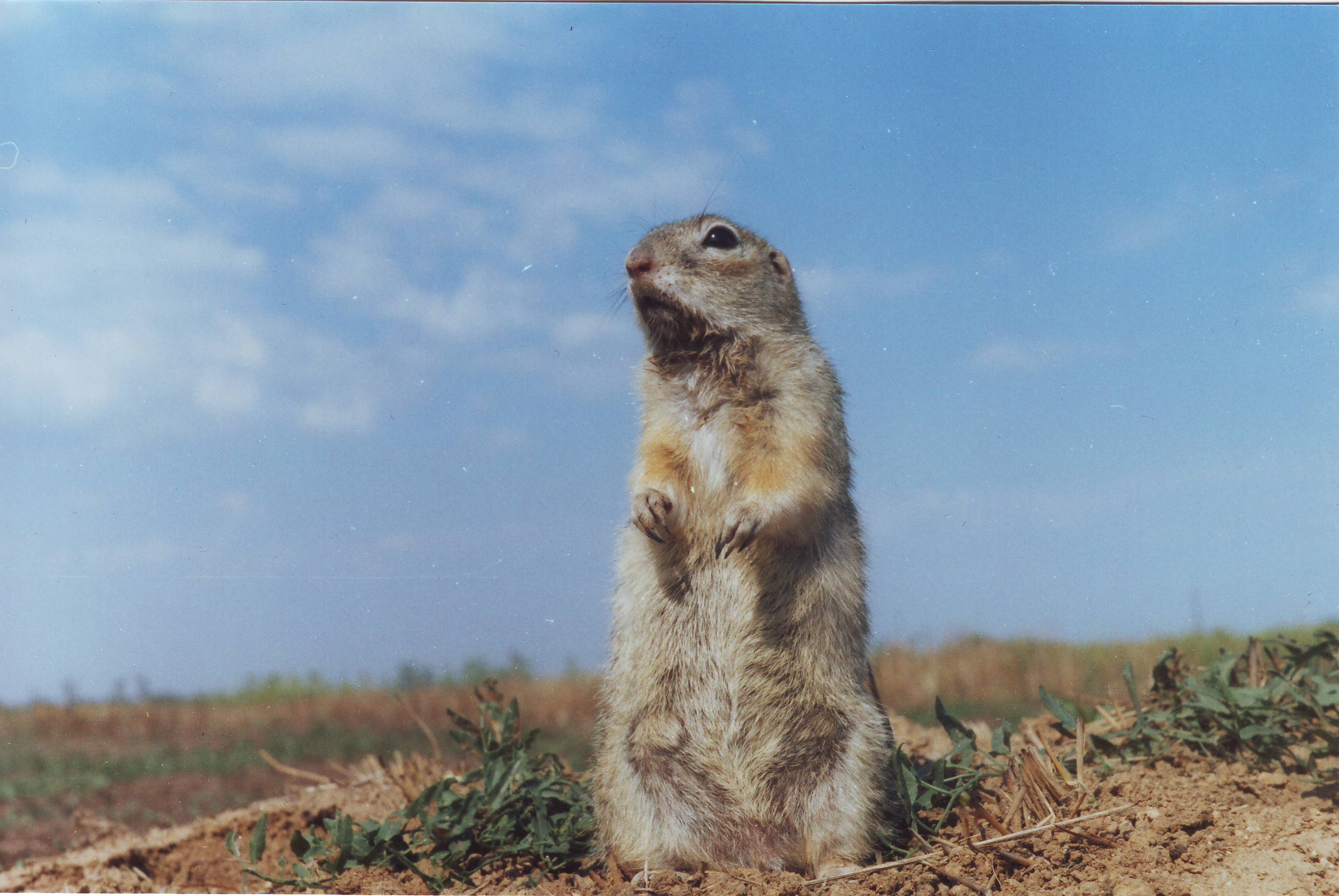
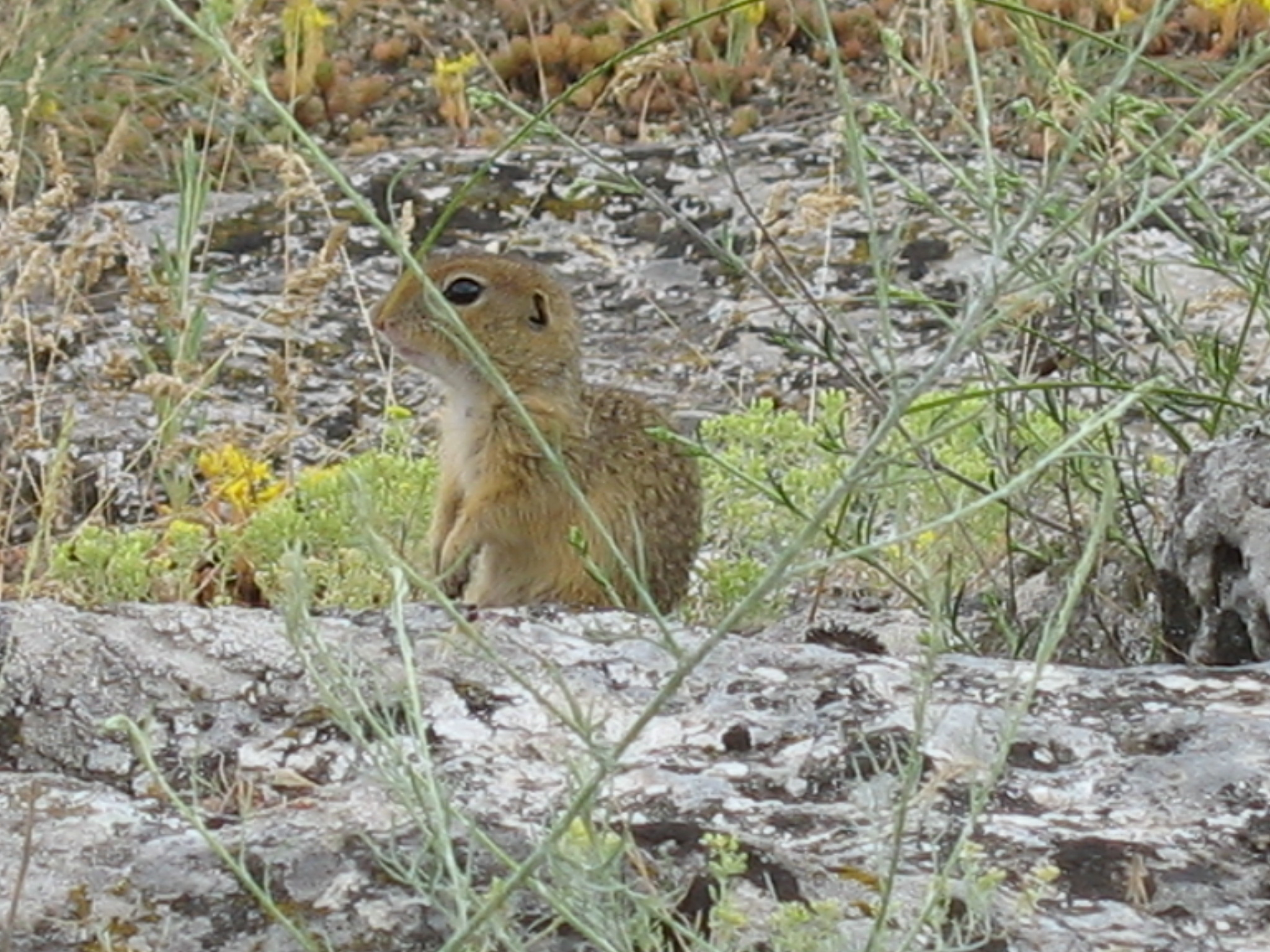
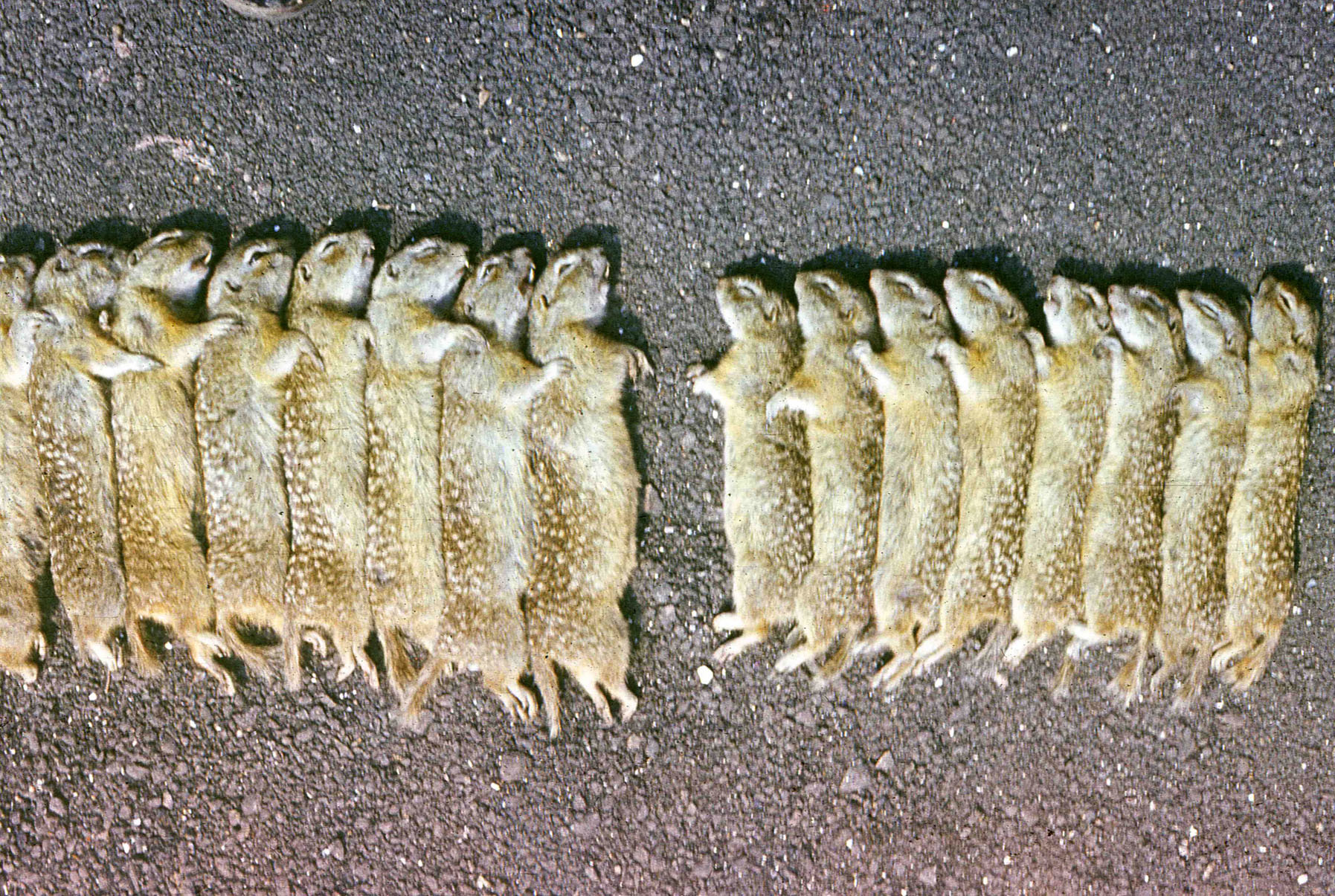
Vadászzsákmány
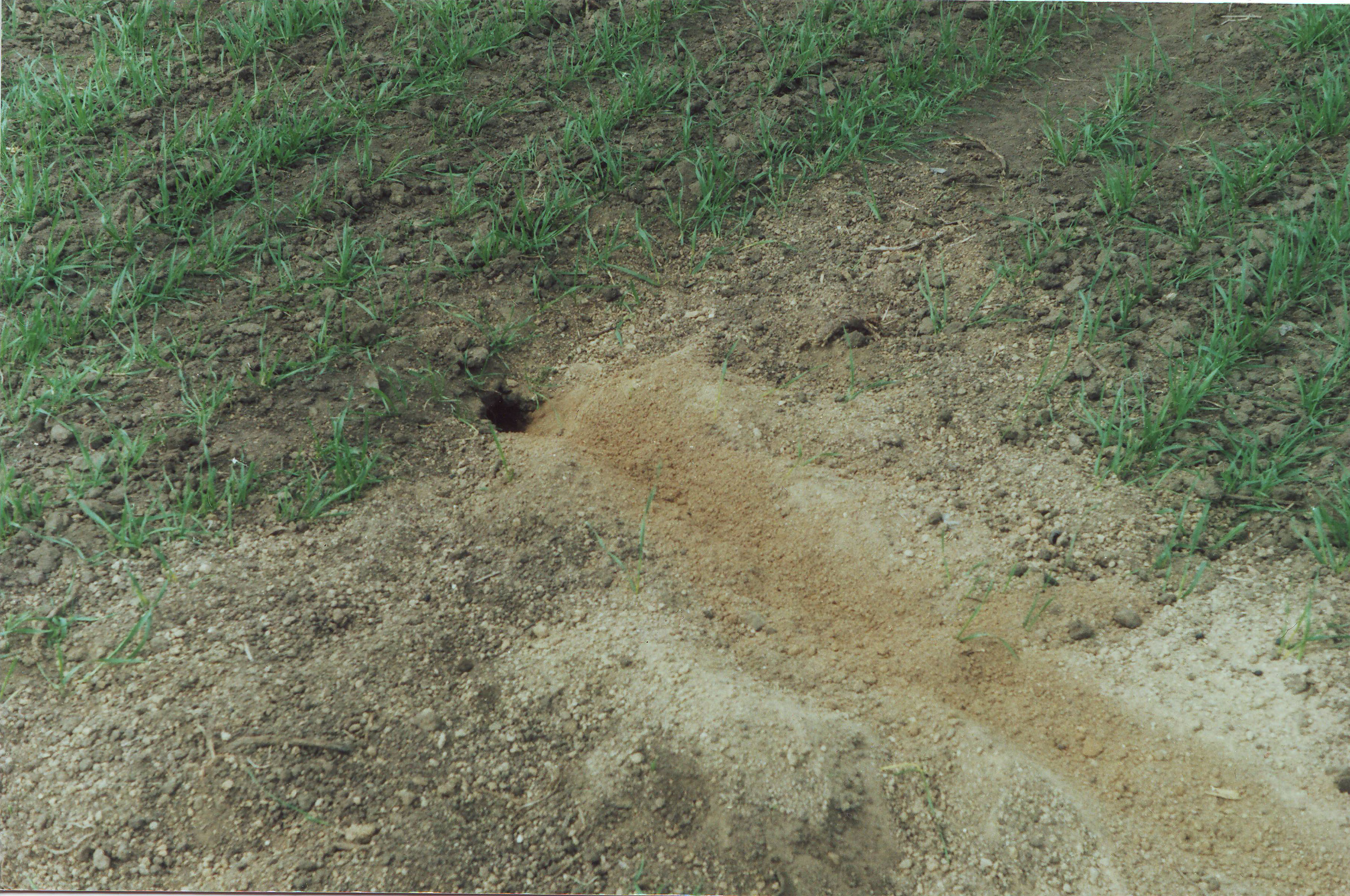
Ürege
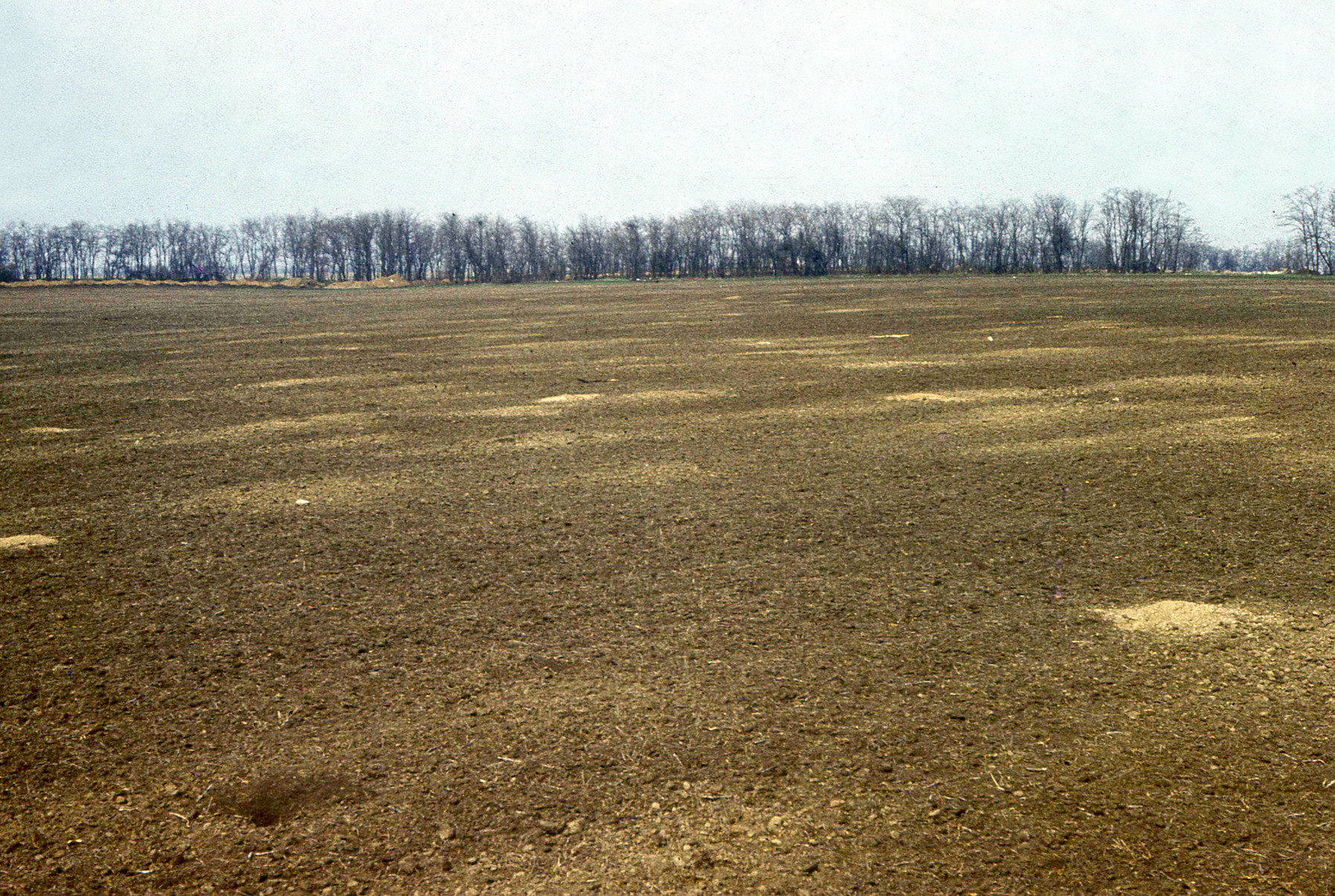
Üregei egy mezőn